# أدريان كامبوس
أدريان كامبوس (بالإسبانية: Adrián Campos) مواليد 17 يونيو 1960 في جزيرة شقر، بلنسية، إسبانيا، هو سائق فورملا 1 إسباني سابق كان قد بدأ مسيرته الاحترافية عام 1987. كان أول سباق له هو سباق الجائزة الكبرى البرازيلي 1987. خاض خلال مسيرته 21 سباقاً.

## سباقات شارك فيها
- لو مان 24 ساعة
- بطولة العالم للسيارات الرياضية

## روابط خارجية
- أدريان كامبوس على موقع Racing-Reference.info (الإنجليزية)
- أدريان كامبوس على موقع DriverDB.com (الإنجليزية)